# Per Gustafsson
Per Tage Gustafsson (Oskarshamn, 4 giugno 1970) è un ex hockeista su ghiaccio svedese.

## Palmarès

### Mondiali
- 1 medaglia:
  - 1 argento (Finlandia 2003)